# Jacopo da Bologna
Jacopo da Bologna – włoski kompozytor i teoretyk muzyki działający w okresie włoskiego trecenta (XIV wiek).
Mało wiadomo o jego życiu poza informacjami, które można wydedukować z wykorzystywanych przez niego tekstów. Prowadzą one do dworu Viscontich w Mediolanie w latach 40. i 50. XIV wieku. Najprawdopodobniej znał Petrarkę, pisał także własne teksty do madrygałów. Zachowało się ponad 30 jego kompozycji, większość świeckich. Wyróżniają się spośród innych włoskich utworów tego okresu szczególną inwencją i warsztatem. Jego prace teoretyczne pokazują, że znał założenia francuskiego ars nova.